# Alseuosmiaceae
Famille
Classification APG III (2009)
La famille des Alseuosmiacées regroupe des plantes dicotylédones ; elle comprend 11 espèces réparties en 3 à 5 genres.
Ce sont des arbustes originaires de Nouvelle-Calédonie, Nouvelle-Zélande, Nouvelle-Guinée et d'Australie.
En Nouvelle-Calédonie, par exemple, cette famille n'est représentée que par une seule espèce (Périomphale balansae), un arbuste grêle endémique des forêts denses humides.

## Étymologie
Le nom vient du genre type Alseuosmia, composé des mots grecs άλσος / alsos, « bois ; bois sacré », et οσμή / osme, « odeur ; parfum », en référence aux fleurs fortement parfumées de ces plantes.

## Classification
La classification phylogénétique APG II (2003) et la classification phylogénétique APG III (2009) placent cette famille dans l'ordre des Asterales.

## Liste des genres
Selon Angiosperm Phylogeny Website (12 nov. 2015) et NCBI (12 nov. 2015) :
- Alseuosmia (en)
- Crispiloba (en)
- Platyspermation (en)
- Wittsteinia (en)

Selon DELTA Angio (12 nov. 2015) :
- Alseuosmia
- Crispiloba
- Wittsteinia

## Liste des genres et espèces
Selon NCBI (12 nov. 2015) :
- genre Alseuosmia
  - Alseuosmia banksii
  - Alseuosmia macrophylla
  - Alseuosmia pusilla
  - Alseuosmia quercifolia
  - Alseuosmia turneri
- genre Crispiloba
  - Crispiloba disperma
- genre Platyspermation
  - Platyspermation crassifolium
- genre Wittsteinia
  - Wittsteinia panderi
  - Wittsteinia vacciniacea

Auxquels il faut peut-être ajouter :
- Wittsteinia balansae

Selon Catalogue of Life
- Genre  Alseuosmia
- Genre  Crispiloba
- Genre  Periomphale
- Genre  Platyspermation
- Genre  Wittsteinia